# Северные травосмесные луга

Се́верные травосме́сные луга́ (англ. Northern mixed grasslands) — североамериканский континентальный экологический регион лугов, саванн и редколесий, выделяемый Всемирным фондом дикой природы.

## Расположение
Северные травосмесные луга располагаются дугой от северо-востока Небраски на восток Южной и Северной Дакоты, на юго-запад Манитобы, юг Саскачевана и Альберты. Изолированная область находится в горах Сайпресс-Хилс на юго-западе Саскачевана и юго-востоке Альберты.